# Jeździectwo klasyczne

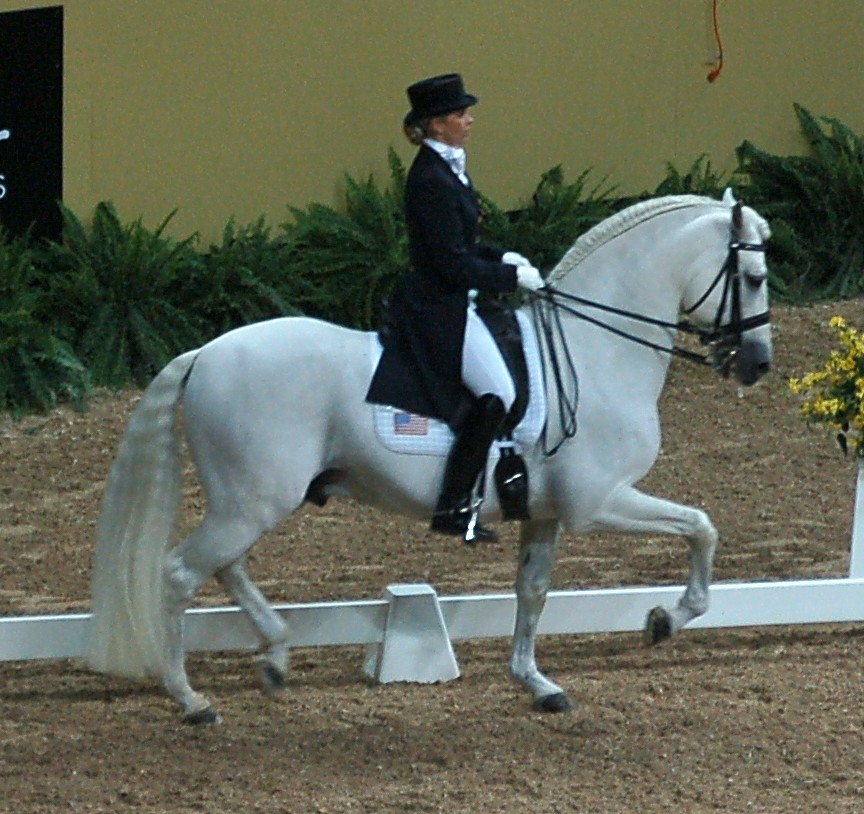
Kristina Harrison-Naness (USA) na koniu Rociero XV rasy andaluzyjskiej, prezentujący zebranie w kłusie (gdy tylne nogi konia niosą większy ciężar, niż przednie).

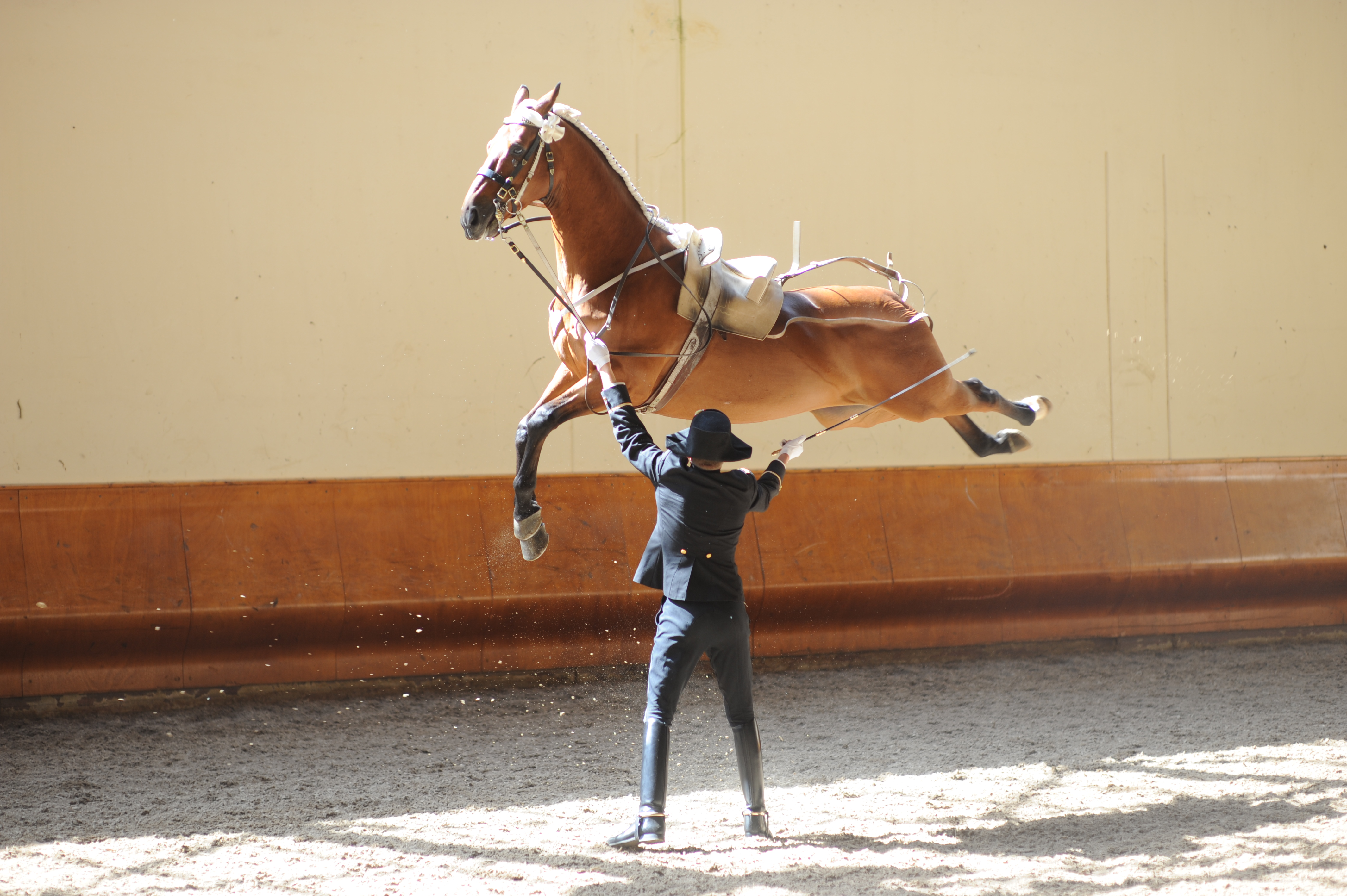
Kapriola wykonywana z ziemi przez jeźdźca z Cadre Noir.

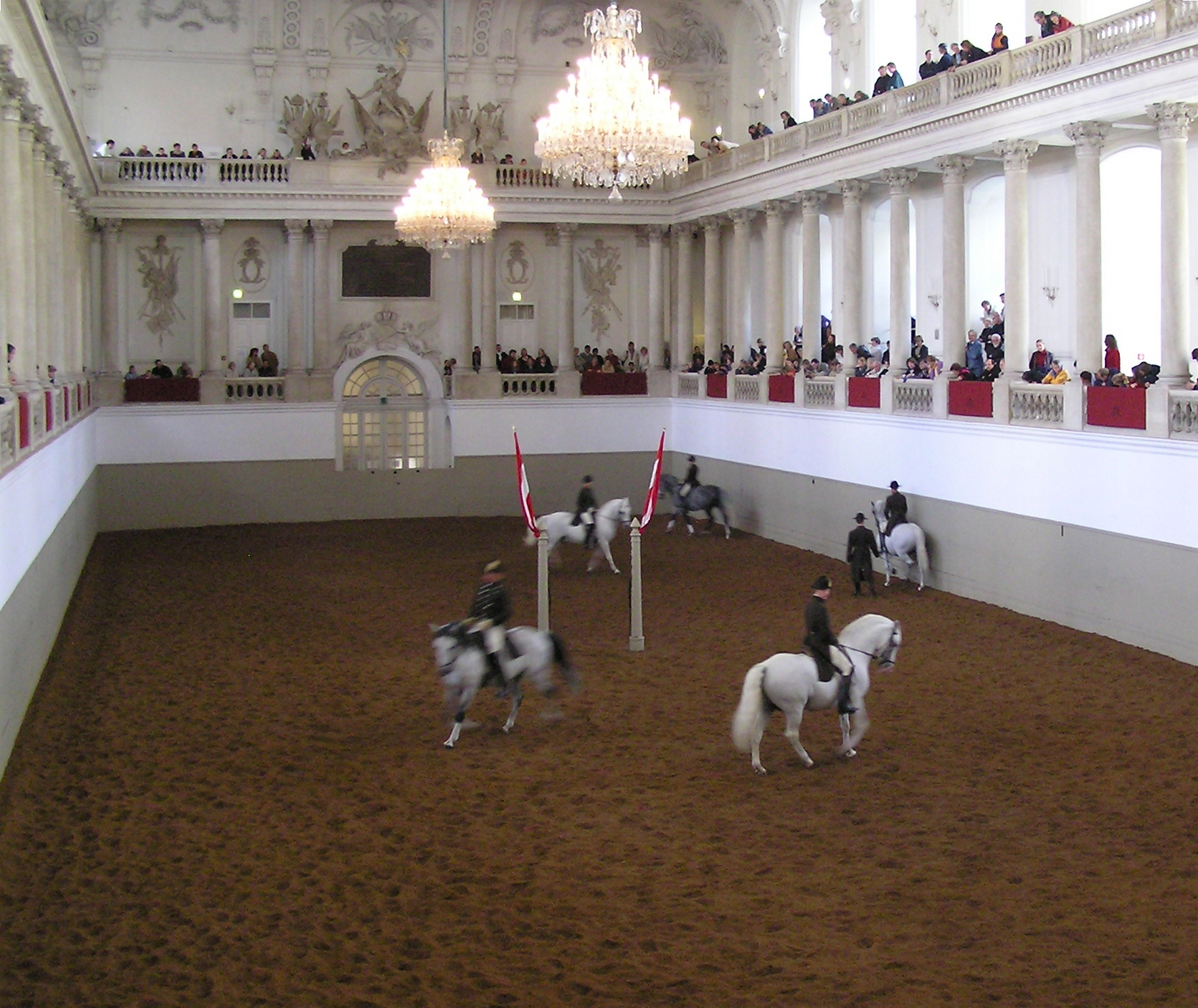
Kryta ujeżdżalnia w Wiedniu, w pałacu Hofburg; na ujeżdżalni widoczne są dwie kolumny których tradycyjnie używano do szkolenia koni z ziemi.

Jeździectwo klasyczne (dresaż klasyczny) – jest pierwowzorem współczesnego ujeżdżenia sportowego i wywodzi się z technik szkolenia koni do jazdy wierzchem rozwijanych w Europie przez ponad dwa tysiące lat. Podstawowe zasady klasycznego jeździectwa zostały sformułowane przez greckiego dowódcę Ksenofonta (ok. 430 p.n.e. – ok. 355 p.n.e.) w jego dziele pt. "Sztuka jeździecka". Ksenofont opisał metody selekcjonowania i przygotowywania koni do jazdy wierzchem, szczególnie z przeznaczeniem do użycia na polu bitwy. Według niego najważniejsza u konia była giętkość, odwaga, zwrotność i posłuszeństwo. Greccy kawalerzyści nie znali jeszcze strzemion, toteż preferowali konie posiadające szeroki, dobrze umięśniony grzbiet i z łatwością poruszające się w równowadze i zebraniu. Współcześnie tradycje klasycznego jeździectwa (nazywanego także wyższą szkołą jazdy) wciąż kultywowane są w Hiszpańskiej Szkole Jazdy w Wiedniu jak również w Cadre Noir w Saumur (Francja). Do tradycyjnie nauczanych elementów zaliczają się zarówno „figury nad ziemią” (fr. airs relevés), takie jak ballotada, krupada, kurbetta, kapriola, lewada, pesada czy mezair, jak i „praca z ziemi”, czyli szkolenie konia przez osobę stojącą lub idącą obok niego, mające na celu przygotowanie zwierzęcia do późniejszego wykonania tych samych elementów z ciężarem jeźdźca na grzbiecie. Do klasycznej pracy z ziemi wykorzystywany jest kawecan, umożliwiający uzyskanie od konia odpowiedniego wygięcia na łuku; długie wodze, trzymane przez jeźdźca idącego obok konia (na wysokości jego biodra, łopatki, lub tuż za koniem); lonża; dawniej używano także kolumn (do nauki figur w wysokim zebraniu oraz figur nad ziemią), obecnie są one wykorzystywane bardzo rzadko. W tego rodzaju pracy z ziemi koń uwiązany był między dwiema kolumnami i reagował na polecenia wydawane przez człowieka stojącego tuż obok.